# Naturpark Westhavelland
Der Naturpark Westhavelland liegt im Bundesland Brandenburg, etwa 70 km westlich von Berlin, an der Landesgrenze zum Bundesland Sachsen-Anhalt und wurde im Juni 1998 eröffnet. Mit 1.315 km² Fläche ist er das größte Schutzgebiet in Brandenburg und umfasst das größte zusammenhängende Feuchtgebiet des deutschen Binnenlandes. Der Naturpark liegt größtenteils im Landkreis Havelland und teilweise in den Landkreisen Potsdam-Mittelmark und Ostprignitz-Ruppin, die Stadt Brandenburg an der Havel liegt am südlichen Rand, im Zentrum des Naturparks die Kreisstadt Rathenow.

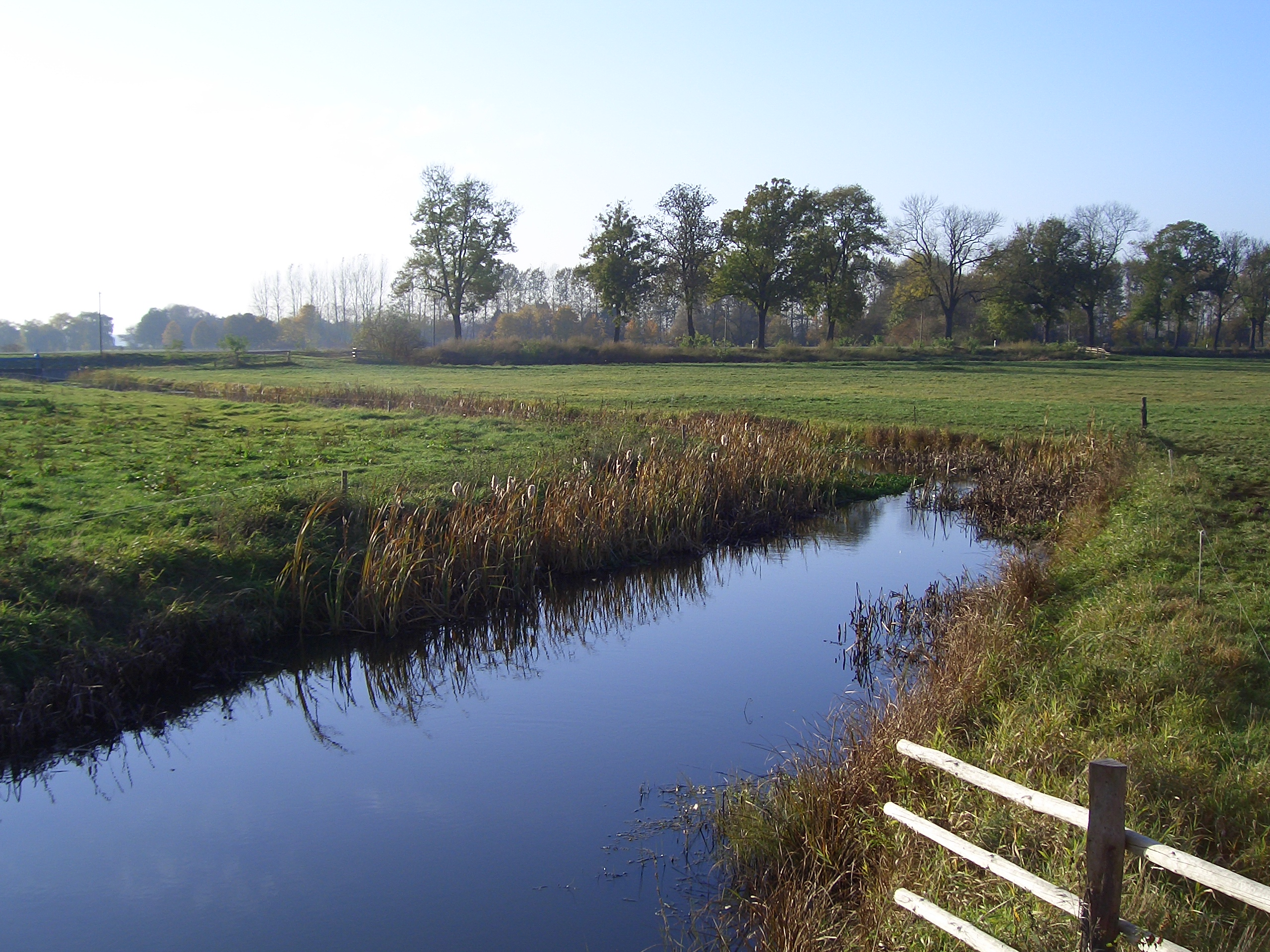
Alter Rhin bei Friesack

Lage des Naturparks Westhavelland

## Charakteristik
Die Landschaft wurde durch die Weichseleiszeit vor etwa 20.000 Jahren geprägt. In tiefen Lagen entstanden große Moor- und Sumpfgebiete, wie das Havelländische Luch, das Rhinluch und das Dossebruch. Aus diesen Niederungen erheben sich Hochflächen auf Grundmoränenplatten und Endmoränen, die sogenannten Ländchen, wie das Ländchen Bellin, das Ländchen Glien und das Ländchen Rhinow. Infolge der durch den preußischen König Friedrich II. im 18. Jahrhundert veranlassten Urbarmachung des Gebietes wurden Deiche, Schöpfwerke und Gräben angelegt sowie die Havelmündung verlegt, um das sumpfige Land zu entwässern.
Unter der Trägerschaft des Naturschutzbundes Deutschland (NABU) begann 2005 ein langjähriges Projekt zur Renaturierung der Unteren Havel. Die Region gehört unter dem Motto „Entlang des blauen Bandes der Havel“ auch zum Areal der Bundesgartenschau 2015.

## Flora und Fauna
Große Bedeutung hat der Naturpark als Schutzgebiet für viele Zugvögel, die hier im Frühjahr und Herbst wasser- und nahrungsreiche Rastplätze finden. Ein Teil des Havelländischen Luches ist als Europäisches Vogelschutzgebiet ausgewiesen. Im Ortsteil Buckow der Gemeinde Nennhausen befindet sich die Staatliche Vogelschutzwarte des Landes Brandenburg. Wappentier des Naturparkes ist der Kampfläufer. Insgesamt leben im Naturpark etwa 720 Tierarten, darunter Biber, Fischotter und Großtrappen, und etwa 250 Pflanzenarten, die als gefährdet gelten.

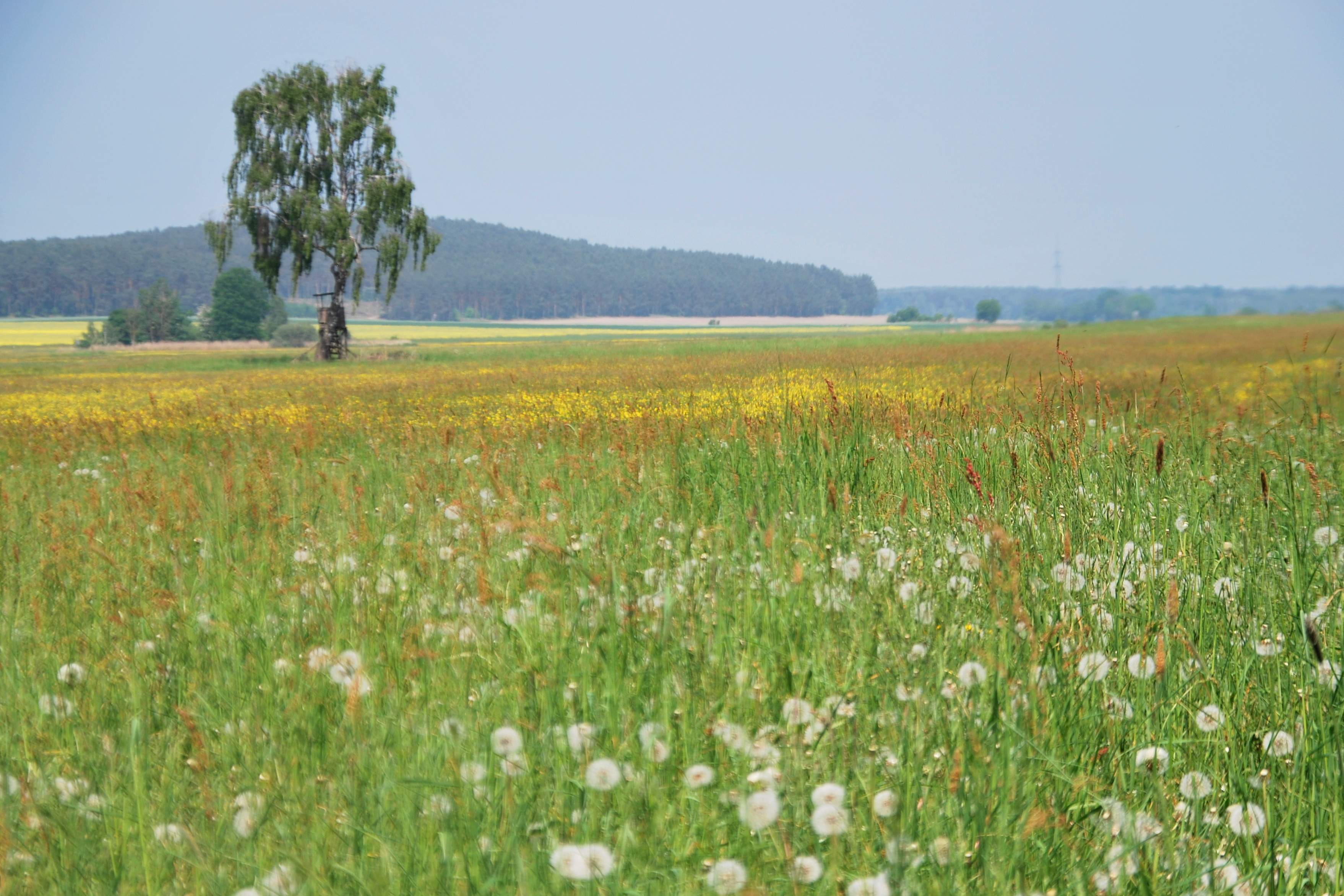
Das Marzahner Fenn im Monat Mai
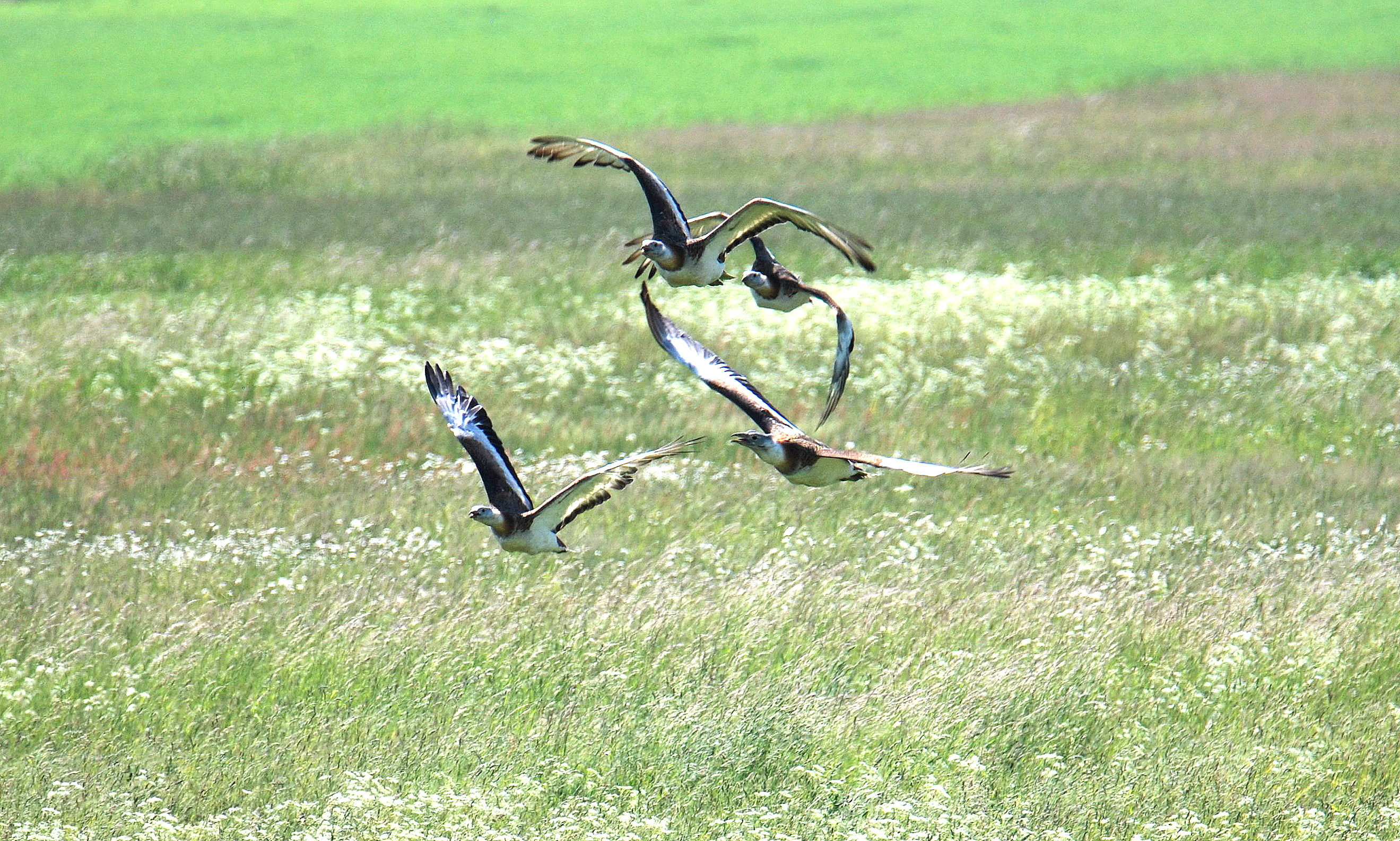
Großtrappen im Havelländischen Luch bei Garlitz
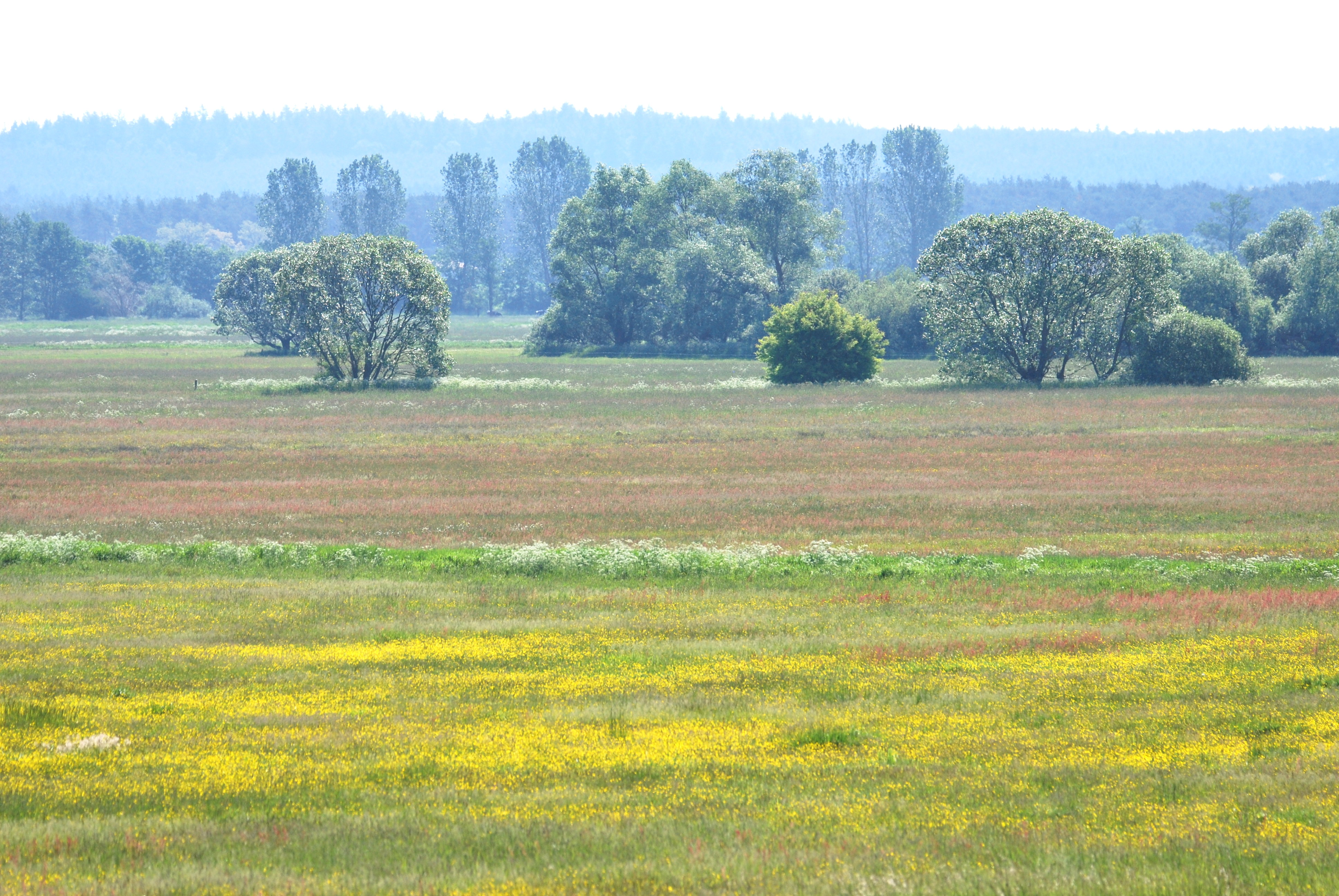
Blick ins Havelländisches Luch bei Garlitz
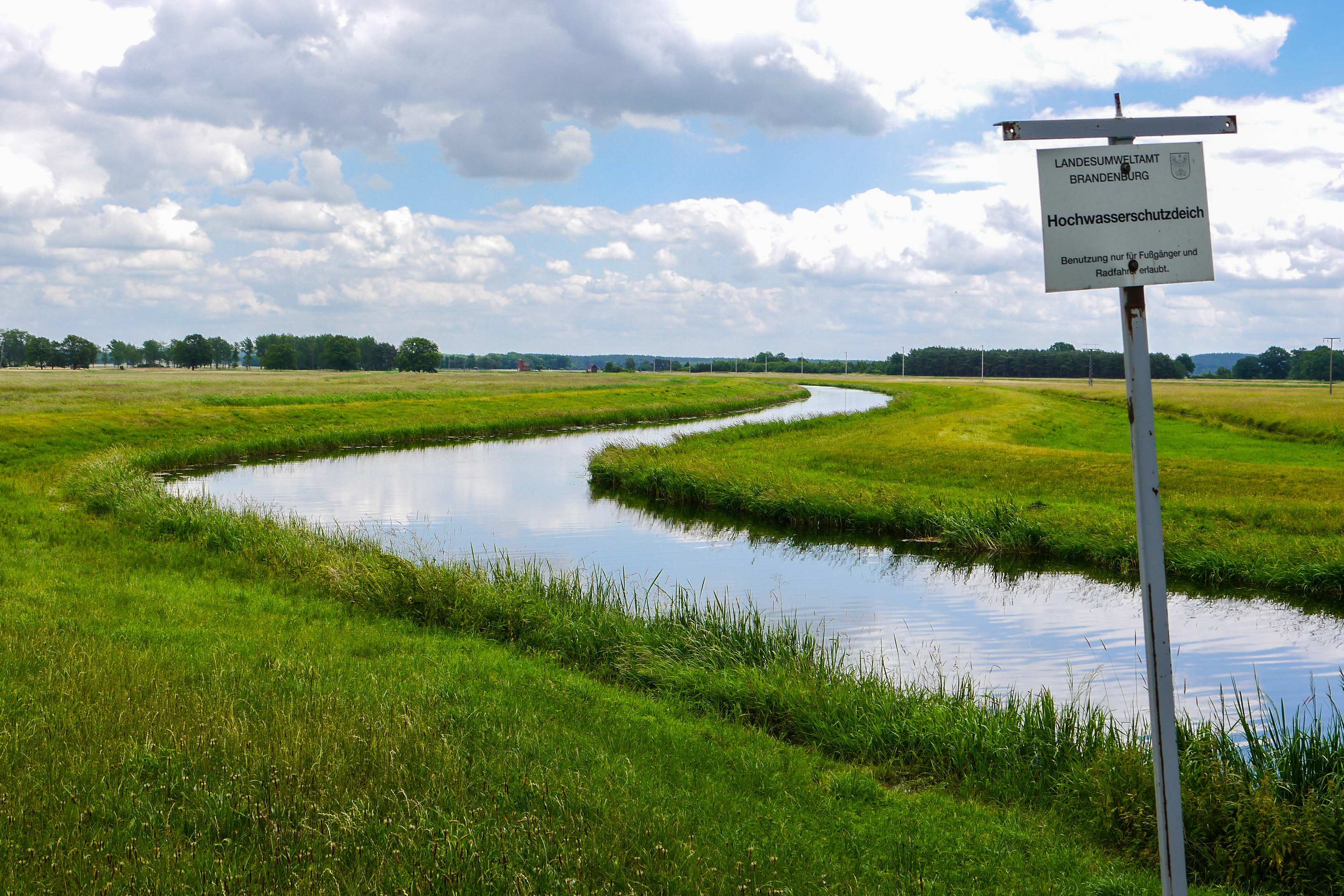
Großer Havelländischer Hauptkanal
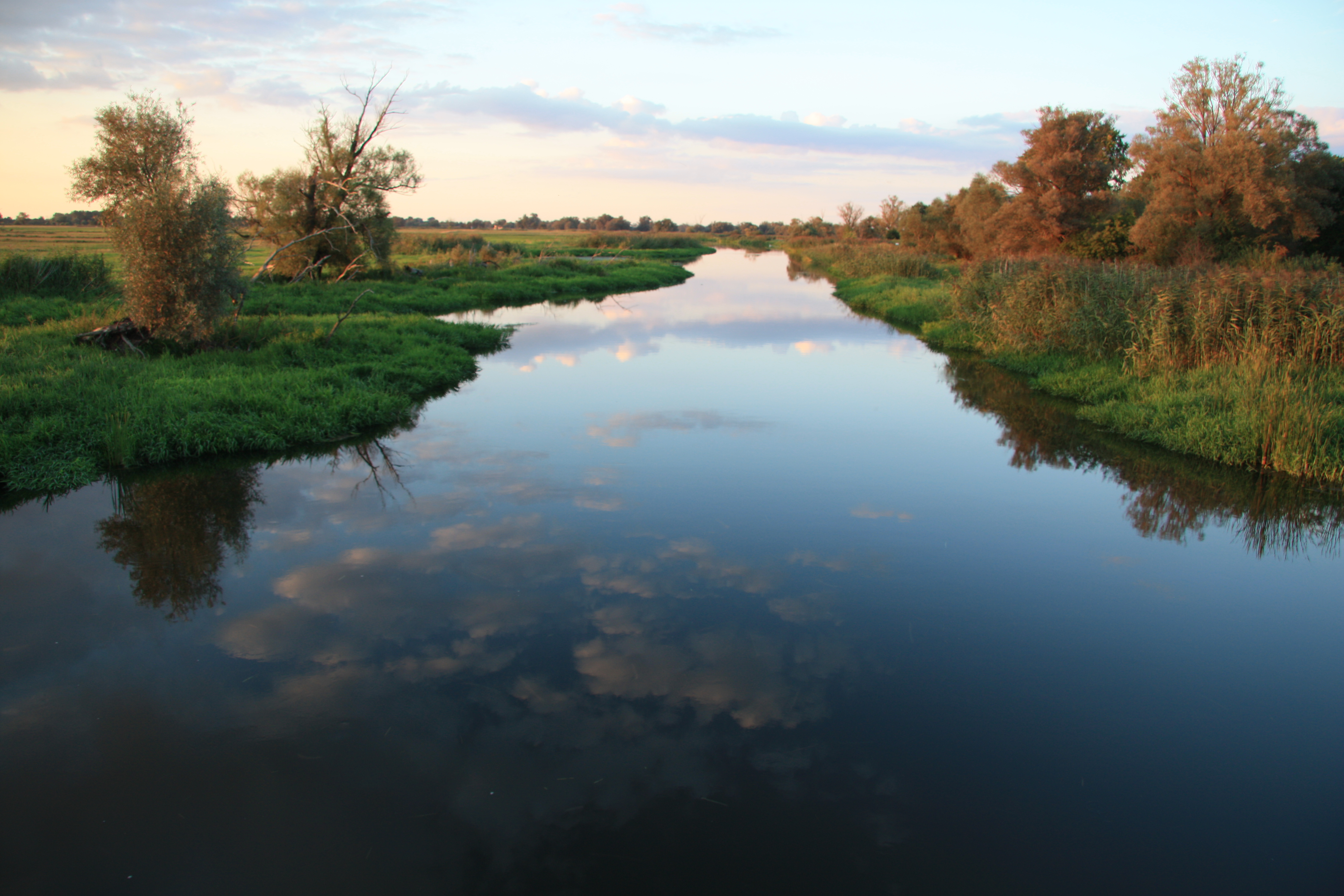
Abend an der Havel

## Besucherzentrum
Das Besucherzentrum des Naturparks Westhavelland befindet sich im Ortsteil Milow der Gemeinde Milower Land in einem ehemaligen Gutskomplex direkt an der Mündung der Stremme in die Havel.

## Sternenpark

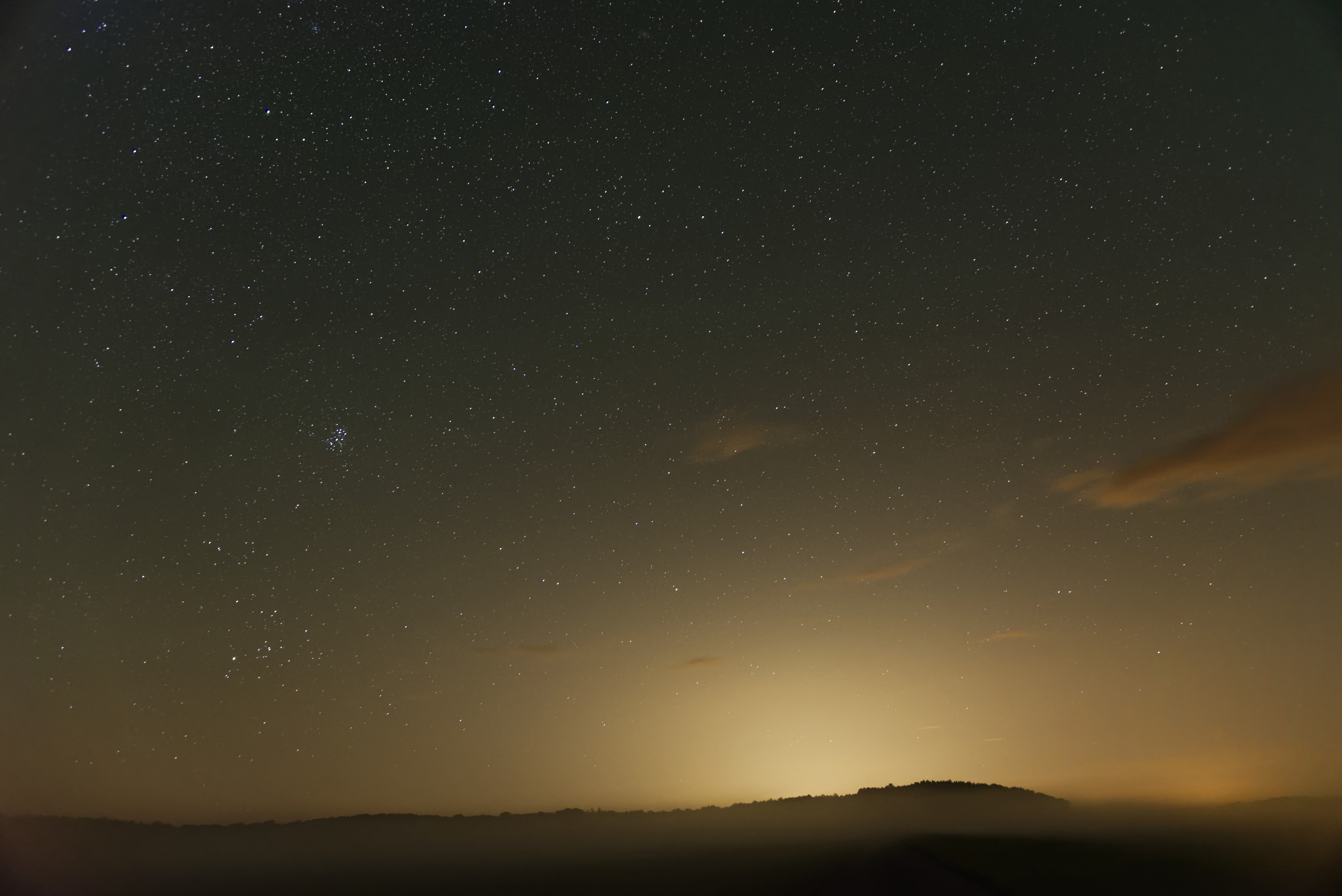
Aufgang des Sternbilds Stier (links) am östlichen Horizont. Direkt über der Lichtglocke von Berlin (Mitte) das Sternbild Walfisch mit seinem hellsten Stern Menkar. Darüber das Sternbild Widder, und ganz oben in der Mitte das Sternbild Dreieck. Rechts daneben das Sternbild Fische.

Der Naturpark ist nachts einer der dunkelsten Orte Deutschlands, und es ist sogar genauso dunkel wie zum Beispiel in Namibia, so dass praktisch ausschließlich das natürlich vorhandene Himmelslicht mit einer Flächenhelligkeit von 21,78 mag/arcsec² zu beobachten ist. Deswegen ist es beispielsweise möglich, nicht nur die Milchstraße, sondern sogar das Nachthimmellicht (ein schwaches Leuchten höherer Atmosphärenschichten) zu sehen, das heutzutage üblicherweise durch künstliches Streulicht überstrahlt wird.
Nach ersten Lichtmessungen im Jahr 2009 wurde geplant und geprüft, ein Lichtschutzgebiet respektive ein Sternenlicht-Reservat entstehen zu lassen. Am 9. Februar 2014 wurde dem Naturpark von der International Dark Sky Association (IDA) als erstem Ort in Deutschland der Titel „Sternenpark“ verliehen. Am gleichen Tag konnte ein Polarlicht im Naturpark beobachtet werden.